# Battle Davis
Battle Davis (*  1952; † 1994) war ein US-amerikanischer Filmeditor. Gegen Ende der 1970er Jahre war er zunächst als Schnittassistent tätig, ab 1980 trat er auch als eigenständiger Editor in Erscheinung. 
1989 schrieb er auch das Drehbuch für eine Folge der Serie Geschichten aus der Gruft.

## Filmografie
- 1978: Der Himmel soll warten (Heaven Can Wait)
- 1978: Die liebestollen Stewardessen (Fernsehserie, Folge 1x01)
- 1980: The Ninth Configuration
- 1981: Kesse Bienen auf der Matte (...All the Marbles)
- 1984: Der Unbeugsame (The Natural)
- 1986: Slow Burn (Fernsehfilm)
- 1986: Disney-Land (Fernsehserie, Folge 31x03)
- 1987: Asphalt Kid
- 1988: Elvira – Herrscherin der Dunkelheit (Elvira: Mistress of the Dark)
- 1989: Glory
- 1990: Zeit des Erwachens (Awakenings)
- 1991: Frankie & Johnny (Frankie and Johnny)
- 1992: Brennpunkt L.A. – Die Profis sind zurück (Lethal Weapon 3)
- 1994: Mr. Bill (Renaissance Man)